# Eugongylus rufescens
Espèce
Synonymes
- Lacerta rufescens Shaw, 1802
- Scincus aurata Schneider, 1801
- Eumeces oppelii Duméril & Bibron, 1839
- Mabouia macrura Günther, 1867
- Eumeces uniformis Meyer, 1874
- Eumeces brunneus Macleay, 1877
- Euprepes cingulatus Peters & Doria, 1878

Eugongylus rufescens est une espèce de sauriens de la famille des Scincidae.

## Répartition
Cette espèce se rencontre :
- en Nouvelle-Guinée ;
- dans les îles de l'Amirauté ;
- au Queensland en Australie ;
- aux Salomon.

## Publication originale
- Shaw, 1802 : General Zoology or Systematic Natural History, G. Kearsley, Thomas Davison, London, vol. 3, no 2, p. 313-615 (texte intégral).